# Michael Carter-Williams
Michael Carter-Williams (Hamilton, Massachusetts, 12 de octubre de 1991) es un exjugador de baloncesto estadounidense que disputó 10 temporadas como profesional, 9 de ellas en la NBA. Con 1,96 metros de altura, jugaba en la posición de base. Es hermano mayor del también jugador profesional Marcus Zegarowski.

## Trayectoria deportiva

### Universidad
Jugó durante dos temporadas con los Orange de la Universidad de Syracuse, en las que promedió 11,9 puntos, 7,3 asistencias, 4,9 rebotes y 2,8 robos. Durante su última temporada en la NCAA logró 10 dobles-dobles, además tienen el récord de más robos realizados en una temporada por su universidad con 111.

#### Estadísticas
| Año     | Equipo   | PJ | PT | MPP  | %TC  | %3P  | %TL  | RPP | APP | ROB | TPP | PPP  |
| ------- | -------- | -- | -- | ---- | ---- | ---- | ---- | --- | --- | --- | --- | ---- |
| 2011–12 | Syracuse | 26 | 0  | 10.3 | .431 | .389 | .565 | 1.5 | 2.1 | .8  | .3  | 2.7  |
| 2012–13 | Syracuse | 40 | 40 | 35.2 | .393 | .294 | .694 | 5.0 | 7.3 | 2.7 | .5  | 11.9 |
| Total   | Total    | 66 | 40 | 25.4 | .398 | .307 | .679 | 3.6 | 5.2 | 2.0 | .4  | 8.2  |

### Profesional

#### NBA

##### Philadelphia 76ers
Fue elegido en la undécima posición del Draft de la NBA de 2013 por Philadelphia 76ers.
En su partido de debut en la NBA, en el que se enfrentaban los Sixers y los vigentes campeones, los Heat partido en el que se homenajeaban a Allen Iverson por su retirada, hizo historia al rozar el cuádruple doble con 22 puntos, 12 asistencias, 9 robos de balón y 7 rebotes. Se quedó a sólo una recuperación de balón de haber empatado la marca histórica de Oscar Robertson como el único jugador que en su primer partido de profesional consiguió un triple doble. Estableció el récord en la historia de la NBA de ser el jugador que más balones roba en su partido de debut.

. En su primera semana como profesional fue designado como mejor jugador de la semana en la conferencia este. No le otorgaban este galardón a un rookie en su primera semana como profesional en la NBA desde el año 1992, cuando recayó en  Shaquille O'Neal. El 3 de diciembre fue elegido como el Rookie del Mes en la Conferencia Este, superando al otro gran candidato Victor Oladipo, sus estadísticas al momento de alcanzarlo fueron 17.2 puntos, 7,3 asistencias, 5.3 rebotes y 2.92 robos. El mismo día que consiguió aquel galardón obtuvo su primer triple-doble con 27 puntos, 12 rebotes y 10 asistencias frente a los Orlando Magic, quiénes contaron con otro Rookie que también alcanzó el triple-doble se trataba de Victor Oladipo, fue la primera y única vez que dos rookies logran un triple-doble jugando como adversarios.
Carter-Williams terminó su temporada de rookie con promedios de 16.7 puntos por partido, 6.2 rebotes y 6.3 asistencias por partido. Él es uno de los 3 jugadores en la historia de la NBA en promediar 16-6-6 en una temporada de rookie, los otros jugadores son Oscar Robertson y Magic Johnson. El 5 de mayo de 2014, fue nombrado Rookie del Año de la NBA. El 22 de mayo de 2014, fue incluido en el Mejor quinteto de rookies de la NBA, lideró las votaciones con 250 puntos totales.

##### Milwaukee Bucks
En un movimiento que sorprendió a toda la NBA, el 19 de febrero de 2015 es enviado a Milwaukee en el último momento del "trade deadline". A cambio los Sixers recibían la pick de primera ronda del draft de Los Angeles Lakers (protegida top 5 en 2015, top 3 en 2016 y 2017, desprotegida en 2018).

##### Chicago Bulls
El 16 de octubre de 2016 fue traspasado a los Chicago Bulls a cambio de Tony Snell.

##### Charlotte Hornets
El 7 de julio de 2017 firma con los Charlotte Hornets.

##### Houston Rockets
El 6 de julio de 2018 firma por un año con los Houston Rockets.

##### Orlando Magic
El 7 de enero de 2019, es traspasado de nuevo a Chicago Bulls a cambio de una futura segunda ronda de draft, pero fue automáticamente despedido. El 15 de marzo firmó un contrato por diez días con Orlando Magic, ampliado posteriormente diez días más. Tras 12 encuentros, finalmente, el 10 de julio renovó con los Magic.
El 23 de agosto de 2021, es operado del tobillo izquierdo, por lo que se perderá el inicio de la temporada 2021-22. El 10 de febrero de 2022 fue despedido sin jugar un solo partido durante la temporada.
El 26 de febrero de 2023, regresa y firma un contrato de dos años con los Magic. Disputa sus primeros minutos el 2 de abril ante Detroit Pistons, tras casi dos años sin jugar.

#### G League y retirada
El 30 de octubre de 2023, firma con Capitanes de Ciudad de México de la NBA G League.
En octubre de 2024 declaró en una entrevista que se había retirado del baloncesto, aludiendo también problemas de estrés y ansiedad.

## Estadísticas de su carrera en la NBA

### Temporada regular
| Año     | Equipo       | PJ  | PT  | MPP  | %TC  | %3P  | %TL  | RPP | APP | ROB | TPP | PPP  |
| ------- | ------------ | --- | --- | ---- | ---- | ---- | ---- | --- | --- | --- | --- | ---- |
| 2013-14 | Philadelphia | 70  | 70  | 34.5 | .405 | .264 | .703 | 6.2 | 6.3 | 1.9 | .6  | 16.7 |
| 2014-15 | Philadelphia | 41  | 38  | 33.9 | .380 | .256 | .643 | 6.2 | 7.4 | 1.5 | .4  | 15.0 |
| 2014-15 | Milwaukee    | 25  | 25  | 30.3 | .429 | .143 | .780 | 4.0 | 5.6 | 2.0 | .5  | 14.1 |
| 2015-16 | Milwaukee    | 54  | 37  | 30.5 | .452 | .273 | .654 | 5.1 | 5.2 | 1.5 | .8  | 11.5 |
| 2016-17 | Chicago      | 45  | 19  | 18.8 | .366 | .234 | .753 | 3.4 | 2.5 | .8  | .5  | 6.6  |
| 2017-18 | Charlotte    | 52  | 2   | 16.1 | .332 | .237 | .820 | 2.7 | 2.2 | .8  | .4  | 4.6  |
| 2018-19 | Houston      | 16  | 1   | 9.1  | .410 | .368 | .462 | .8  | 1.3 | .6  | .4  | 4.3  |
| 2018-19 | Orlando      | 12  | 0   | 18.9 | .339 | .158 | .741 | 4.8 | 4.1 | .9  | .8  | 5.4  |
| 2019-20 | Orlando      | 45  | 0   | 18.5 | .427 | .293 | .832 | 3.3 | 2.4 | 1.1 | .5  | 7.2  |
| 2020-21 | Orlando      | 31  | 25  | 25.8 | .389 | .246 | .613 | 4.5 | 4.2 | .8  | .5  | 8.8  |
| 2022-23 | Orlando      | 4   | 0   | 11.0 | .429 | .333 | .571 | 1.3 | 1.8 | .3  | .3  | 4.3  |
| Total   | Total        | 395 | 217 | 25.2 | .402 | .256 | .705 | 4.3 | 4.3 | 1.3 | .5  | 10.2 |

### Playoffs
| Año   | Equipo    | PJ | PT | MPP  | %TC  | %3P  | %TL  | RPP | APP | ROB | TPP | PPP  |
| ----- | --------- | -- | -- | ---- | ---- | ---- | ---- | --- | --- | --- | --- | ---- |
| 2015  | Milwaukee | 6  | 6  | 31.8 | .423 | .000 | .583 | 4.5 | 4.8 | 1.2 | 1.0 | 12.2 |
| 2017  | Chicago   | 5  | 0  | 10.6 | .400 | .000 | .500 | .8  | 1.2 | .4  | .2  | 2.8  |
| 2019  | Orlando   | 5  | 0  | 18.4 | .387 | .250 | .875 | 4.0 | 2.4 | .6  | .0  | 6.6  |
| Total | Total     | 16 | 6  | 21.0 | .411 | .143 | .667 | 3.2 | 2.9 | .8  | .4  | 7.5  |